# ویکی‌پدیای یونانی
این وبگاه یک نسخه از ویکی‌پدیا به زبان یونانی می‌باشد که در تاریخ ۱ دسامبر ۲۰۰۲ افتتاح شد و تا تاریخ ۲۶ اوت ۲۰۱۰ دارای ۵۵۰۰۰ مقاله می‌باشد و در رتبه ۴۷ قرار دارد.
تا تاریخ ۱۵ ژوئیه ۲۰۱۱ این دانش‌نامه با بیش از ۶۳٬۰۰۰ مقاله در رتبهٔ چهل‌وهفتم ویکی‌پدیاها قرار دارد.